# ستيوارت مكينتوش
ستيوارت مكينتوش (بالإنجليزية: Stuart McIntosh)‏ هو راكب الكنو بريطاني، ولد في 8 يونيو 1975 في لندن في المملكة المتحدة.

## وصلات خارجية
- ستيوارت مكينتوش على موقع أوليمبيديا (الإنجليزية)
- ستيوارت مكينتوش على موقع اللجنة الأولمبية البريطانية (الإنجليزية)